# Vesper (cocktail)
Vesper o Vesper Martini è un cocktail composto da gin, vodka e Kina Lillet, un vino aromatizzato non più prodotto e sostituito dal similare Lillet Blanc, attualmente disponibile. Fa parte della categoria dei pre-dinner cocktail.
Il cocktail è stato inventato nel 1953 da Ian Fleming nel romanzo Casino Royale. L'agente segreto James Bond ordina e nomina il cocktail in onore di Vesper Lynd, di cui era innamorato.
(Specifica sempre Bond dopo aver ordinato un Vesper)

## Ingredienti
- tre parti di gin
- una parte di vodka
- mezza parte di vino aromatizzato Kina Lillet; poiché questo prodotto non è più in commercio dopo una modifica alla sua formula, in alternativa si possono usare i simili Lillet Blanc o Americano di Cocchi (quest'ultimo è il vino usato nel film Skyfall)
- una buccia lunga e sottile di limone

## Preparazione
Agitare (non mescolare) gli ingredienti con ghiaccio in uno shaker e servire in una coppa Martini. Strizzare una buccia di limone sulla superficie e decorare con la medesima.